# Aruba i olympiska spelen
Aruba deltog första gången vid olympiska sommarspelen 1988 i Seoul och har sedan dess varit med vid varje olympiskt sommarspel. De har aldrig deltagit vid de olympiska vinterspelen. Aruba har aldrig vunnit någon medalj.
Aruba tävlade tidigare mellan 1952 och 1984 som en del av Nederländska Antillerna innan de blev en egen autonom region inom Nederländerna 1986.

## Medaljer
| Guld | Silver | Brons | Totalt antal medaljer |
| ---- | ------ | ----- | --------------------- |
| 0    | 0      | 0     | 0                     |

### Medaljer efter sommarspel
| Spel           | Guld | Silver | Brons | Totalt |
| 1988 Seoul     | 0    | 0      | 0     | 0      |
| 1992 Barcelona | 0    | 0      | 0     | 0      |
| 1996 Atlanta   | 0    | 0      | 0     | 0      |
| 2000 Sydney    | 0    | 0      | 0     | 0      |
| 2004 Aten      | 0    | 0      | 0     | 0      |
| 2008 Peking    | 0    | 0      | 0     | 0      |
| 2012 London    | 0    | 0      | 0     | 0      |
| Totalt         | 0    | 0      | 0     | 0      |

## Deltagare
| År             | Deltagare totalt | Deltagare per sport | Deltagare per sport | Deltagare per sport | Deltagare per sport | Deltagare per sport | Deltagare per sport | Deltagare per sport | Deltagare per sport | Deltagare per sport | Deltagare per sport |
| År             | Deltagare totalt | Boxning             | Cykling             | Friidrott           | Fäktning            | Judo                | Konstsim            | Segling             | Simning             | Tyngdlyftning       |                     |
| -------------- | ---------------- | ------------------- | ------------------- | ------------------- | ------------------- | ------------------- | ------------------- | ------------------- | ------------------- | ------------------- | ------------------- |
| 1988 Seoul     | 8                | 2                   | -                   | 2                   | 1                   | 1                   | 2                   | -                   | -                   | -                   |                     |
| 1992 Barcelona | 5                | -                   | 2                   | 2                   | -                   | -                   | -                   | 1                   | -                   | -                   |                     |
| 1996 Atlanta   | 3                | -                   | 1                   | 1                   | -                   | -                   | -                   | -                   | -                   | 1                   |                     |
| 2000 Sydney    | 5                | -                   | -                   | 2                   | -                   | 1                   | -                   | -                   | 2                   | -                   |                     |
| 2004 Aten      | 4                | -                   | -                   | 1                   | -                   | -                   | -                   | -                   | 2                   | 1                   |                     |
| 2008 Beijing   | 2                | -                   | -                   | -                   | -                   | 1                   | -                   | -                   | 1                   | -                   |                     |
| 2012 London    | 4                | -                   | -                   | -                   | -                   | 1                   | -                   | -                   | 2                   | 1                   |                     |